# He Is (Ghost-Lied)
He Is (englisch für Er ist) ist ein Lied der der schwedischen Heavy-Metal-Band Ghost. Es erschien am 21. August 2015 auf dem dritten Studioalbum Meliora und am 25. August 2017 als vierte Single des Albums.

## Inhalt
He Is ist ein Heavy-Metal-Ballade, das vom Ghost-Sänger Tobias Forge, Klas Åhlund und Martin Persner geschrieben wurde. Der Text ist in englischer Sprache verfasst. He Is ist 4:13 Minuten lang, wurde in der Tonart A-Moll geschrieben und weist ein Tempo von 100 BPM auf. Produziert wurde das Lied von Klas Åhlund. Aufgenommen wurde das Album in den Studios Riksmixningsverket in Stockholm, den EastWest Studios und den Ameraycan Studios in Hollywood und dem The Village Studios in Los Angeles. Gemischt wurde Meliora von Andy Wallace während Brian Lucey das Mastering übernahm.
He Is wurde ursprünglich bereits im Jahre 2007 geschrieben. Die Band hatte sechs Jahre später versucht, das Lied für ihr zweites Studioalbum Infestissumam aufzunehmen. Ihnen gelang es aber nach hinzufügen und wegnehmen von Aspekten nicht, das Lied „nach Ghost klingen zu lassen“, so dass das Lied beiseite gelegt wurde. Einer der namenlosen Ghule spielte im Jahre 2010 eine Demoversion des Liedes Selim Lemouchi, dem Gitarristen der Band The Devil’s Blood vor und erwähnte, dass er sich unsicher sei, ob das Lied zu Ghost passen würde. Lemouchi erwiderte, dass Ghost eine „Bande von Idioten“ wären, wenn sie dieses Lied nicht aufnehmen würden. Im Jahre 2014 beging Lemouchi Selbstmord, so dass Ghost ihm das Lied widmeten. Der Text von He Is befasst sich mit Liebe und Tod, Hingabe und Leidenschaft.
Für das Lied wurde am 9. November 2015 zunächst ein Lyric Video auf dem offiziellen YouTube-Kanal von Ghost hochgeladen, dass von Mattias Erik Johansson, Claudio Marino und Nicklas Lindahl erstellt wurde. Am 24. August 2017 erschien schließlich das offizielle Musikvideo, bei dem Zev Deans Regie führte. In dem Video wird Ghost-Sänger Tobias Forge als überzeichneten Führer einer Religion dargestellt. Einen Tag später veröffentlichte das Onlinemagazin Metal Injection exklusiv einen Directors Cut des Videos sowie ein Making-of-Video.
Am 19. Januar 2016 führten Ghost eine akustische Version des Liedes bei den Bandit Rock Awards im Stockholmer Hard Rock Cafe auf. Darüber hinaus spielten Ghost noch akustische Versionen der Lieder Jigolo Har Magiddo und If You Have Ghost. Das Lied He Is ist auf dem im Jahre 2017 erschienenen Livealbum Ceremony and Devotion zu hören.

## Rezensionen
Boris Kaiser vom deutschen Magazin Rock Hard beschrieb das Lied als „lupenreine, düstere Endsechziger-Psych-Verbeugung“ und „unheimliche Fortsetzung von regelgerecht subversiven Kopfverdrehern wie Sgt. Pepper’s Lonely Hearts Club Band, S. F. Sorrow oder Pet Sounds“. Ulf Kubanke vom Onlinemagazin laut.de bezeichnete He Is als „ultimativen Hit der Platte“, „der als einziger Song über allen anderen thront“. Christoph Emmrich vom Onlinemagazin Metal1.info schrieb, dass He Is der „archetypische Ghost-Song“ des Albums wäre. „Zuckersüß und Shakespeare zitierend“ wäre das Lied wohl die „schönste Ode, die Satan je geschrieben wurde“.

## Kommerzieller Erfolg

### Chartplatzierung
| ChartsChartplatzierungen | Höchstplatzierung | Wochen |
| ------------------------ | ----------------- | ------ |
| Schweden (GLF)           | 64 (6 Wo.)        | 6      |

### Auszeichnungen für Musikverkäufe
| Land/Region     | Auszeichnungen für Musikverkäufe (Land/Region, Auszeichnung, Verkäufe) | Verkäufe |
| --------------- | ---------------------------------------------------------------------- | -------- |
| Norwegen (IFPI) | Gold                                                                   | 30.000   |
| Schweden (IFPI) | Platin                                                                 | 40.000   |
| Insgesamt       | 1× Gold · 1× Platin ·                                                  | 70.000   |